# 27 Canis Majoris
27 Canis Majoris, som är stjärnans Flamsteed-beteckning, är en dubbelstjärna, belägen i den mellersta delen av stjärnbilden Stora hunden och har även variabelbeteckningen EW Canis Majoris. Den har en kombinerad genomsnittlig skenbar magnitud av ca 4,65 och är svagt synlig för blotta ögat där ljusföroreningar ej förekommer. Baserat på parallaxmätning inom Hipparcosuppdraget på ca 1,9 mas, beräknas den befinna sig på ett avstånd på ca 1 700 ljusår (ca 530 parsek) från solen. Den rör sig bort från solen med en heliocentrisk radialhastighet på ca 16 km/s.

## Egenskaper
Primärstjärnan 27 Canis Majoris A är en blå till vit jättestjärna av spektralklass B3 IIIpe och är en Be-stjärna. Den har en massa som är ca 12,5 solmassor, en radie som är ca 10 solradier och utsänder från dess fotosfär ca 15 600 gånger mera energi än solen vid en effektiv temperatur av ca 21 100 K. Stjärnan roterar snabbt med en projicerad rotationshastighet på 290 km/s, jämfört med dess kritiska hastighet på 389 km/s. Den verkar vara en Beta Cephei-variabel med en pulseringsperiod på 0,0919 dygn och en amplitud på 0,0080 magnitud.
Stjärnparet i 27 Canis Majoris upplöstes första gången av W.S. Finsen 1953, och separationen har breddats sedan dess. Paret har en omloppsperiod på ca 119 år med en excentricitet på 0,7 och en halv storaxel av 0,178 bågsekund. Följeslagaren, 27 Canis Majoris B av magnitud 5,39, klassificeras som en variabel stjärna av typen Gamma Cassiopeiae. På grund av dess variabla karaktär varierar konstellationens magnitud från +4,42 till +4,82.